# کووکو ژابیتسکیه
کووکو ژابیتسکیه (به لهستانی:  Kółko Żabieckie) یک روستا در لهستان است که در گمینا پاتسانوو واقع شده‌است.
 کووکو ژابیتسکیه  ۵۳۸ نفر جمعیت دارد.